# Christoph Waitz
Christoph Waitz (* 24. Juli 1960 in Heidelberg; † 15. Juli 2025) war ein deutscher Politiker (FDP).

## Leben und Beruf
Nach dem Abitur 1979 an der Oranienschule in Wiesbaden leistete Waitz den Wehrdienst ab und begann 1980 ein Studium der Rechtswissenschaft in Heidelberg. Dort wurde er Mitglied im VDSt Heidelberg. 1987 absolvierte er sein erstes juristisches Staatsexamen. Nach Ableistung des Referendariats bestand er 1989 das zweite Staatsexamen und wurde 1990 als Rechtsanwalt zugelassen. 1991 wechselte er als Jurist in die Rechtsabteilung eines Unternehmens. Seit 1994 ist Waitz geschäftsführender Gesellschafter der Waitz + Richter GmbH mit Sitz in Leipzig. Von 2010 bis 2016 war er Vizepräsident der Sächsischen Landesanstalt für privaten Rundfunk und neue Medien.
Christoph Waitz war verheiratet und hinterließ zwei Töchter.

## Politik
Waitz war von 2004 bis 2008 Vorsitzender des FDP-Kreisverbandes Leipziger Land und gehörte von 2005 bis 2009 dem FDP-Landesvorstand von Sachsen an. Von 2005 bis 2009 war er in der 16. Legislaturperiode Mitglied des Deutschen Bundestages. Er war Sprecher der FDP-Bundestagsfraktion für Medien- und Kulturpolitik. Zur Bundestagswahl 2017 kandidierte Waitz als FDP-Kandidat im Bundestagswahlkreis Nordsachsen, verpasste jedoch den Einzug in den Deutschen Bundestag.